# Mezzana Bigli
Mezzana Bigli – miejscowość i gmina we Włoszech, w regionie Lombardia, w prowincji Pawia.
Według danych na rok 2004 gminę zamieszkiwało 1166 osób, 64,8 os./km².